# Haguenau
Haguenau (nemško Hagenau) je mesto in občina v severovzhodni francoski regiji Alzaciji, podprefektura departmaja Bas-Rhin. Leta 1999 je mesto imelo 32.242 prebivalcev.

## Geografija
Kraj leži v severovzhodni Franciji ob reki Moder, levem pritoku Rena, približno 25 km severno od Strasbourga in 75 km jugovzhodno od posarskega glavnega mesta Saarbrückna.

## Administracija
Haguenau je sedež istoimenskega kantona, v katerega so poleg njegove vključene še občine Batzendorf, Berstheim, Dauendorf, Hochstett, Huttendorf, Kaltenhouse, Morschwiller, Niederschaeffolsheim, Ohlungen, Schweighouse-sur-Moder, Uhlwiller, Wahlenheim, Weitbruch, Wintershouse in Wittersheim z 49.594 prebivalci.
Mesto je prav tako sedež okrožja, v katerem se nahajajo kantoni Bischwiller, Haguenau in Niederbronn-les-Bains s 120.445 prebivalci.

## Zgodovina
Haguenau je bil ustanovljen v 12. stoletju; svoj izvor dolguje postavitvi lovske koče švabskih vojvodov. Svetorimski cesar Friderik Barbarossa ga je obdal z obzidjem in mu podelil pravice v letu 1154. Na mestu lovske koče je osnoval cesarsko palačo, kjer so bili varovani Kronski dragulji Svetorimskega cesarstva, to je cesarska krona z dragulji, žezlo in meč Karla Velikega.
Kasneje je kraj postal sedež deželnega oskrbnika, cesarskega odvetnika v spodnji Alzaciji. Cesar Rihard Cornwallski ga je umestil med svobodna cesarska mesta v letu 1257. V 14. stoletju je Haguenau gostil izvršni svet Dekapolisa, zvezo desetih alzaških krajev. Z Vestfalskim mirom leta 1648 je pripadel Franciji in 1673, po nalogu kralja Ludvika XIV., izgubil obzidje. Leta 1675 ga je zavzela cesarska vojska, dve leti kasneje pa je zopet pristal pod Francijo, ko je bil zaradi požara skoraj povsem uničen. Ob francosko-pruski vojni je skupaj z Alzacijo in Loreno postal del združene Nemčije. Med drugo svetovno vojno, v začetku 1945, je bila v kraju stacionirana ameriška 101. zračnodesantna divizija.

## Zanimivosti
- Tour des Chevaliers (viteški stolp),
- Tour des Pêcheurs (ribiški stolp),
- Musée historique (muzej zgodovine),
- Musée Alsacien (Alzaški muzej),
- Cour Fleckenstein (dvor Fleckenstein),
- cerkev sv. Jurija,
- cerkev sv. Nikolaja.

- Haguenau
- Tour des Chevaliers
- Tour des Pecheurs
- Musée historique
- Musée alsacien
- Cour du Fleckenstein
- cerkev sv. Jurija
- cerkev sv. Jurija
- cerkev sv. Jurija
- cerkev sv. Nikolaja
- cerkev sv. Nikolaja
- cerkev sv. Nikolaja
- cerkev protestante

## Pobratena mesta
- Landau in der Pfalz (Nemčija);